# Jarczew
Jarczew – wieś w Polsce położona w województwie lubelskim, w powiecie łukowskim, w gminie Wola Mysłowska. Jest największą miejscowością tejże gminy.
Do 1954 roku istniała gmina Jarczew. W latach 1954–1958 wieś należała i była siedzibą władz gromady Jarczew, po jej zniesieniu w gromadzie Podosie. W latach 1975–1998 miejscowość administracyjnie należała do województwa siedleckiego.
Wieś stanowi sołectwo w gminie Wola Mysłowska. Według Narodowego Spisu Powszechnego z roku 2011 wieś liczyła 443 mieszkańców.
W Jarczewie znajduje się unikalna w skali kraju stacja pomiarowa IMiGW (oprócz Łeby i Śnieżki) monitorującą stężenie m.in. ozonu czy SO3. We wsi znajduje się także zabytkowy dwór.
Wierni Kościoła rzymskokatolickiego należą do parafii Niepokalanego Serca Najświętszej Maryi Panny w Wilczyskach lub do parafii Zwiastowania Najświętszej Maryi Panny w Żelechowie.